# E-Prix di Marrakech 2019
L'E-Prix di Marrakech 2019 è stato il secondo appuntamento del Campionato di Formula E 2018-2019. La gara è stata vinta da Jérôme d'Ambrosio su Mahindra Racing, dopo la conquista della pole da parte di Sam Bird.

## Prima della gara
Pascal Wehrlein, dopo aver risolto il contratto con la Mercedes che lo vincolava fino all'anno 2018, sostituisce Felix Rosenqvist alla guida della Mahindra Racing.

## Risultati

### Qualifiche
| Pos.                        | N. | Pilota                 | Squadra                   | Qualifica | Gap     | SuperPole | Gap     | Griglia |
| --------------------------- | -- | ---------------------- | ------------------------- | --------- | ------- | --------- | ------- | ------- |
| 1                           | 2  | Sam Bird               | Envision Virgin Racing    | 1:17.851  | -       | 1:17.489  | -       | 1       |
| 2                           | 25 | Jean-Éric Vergne       | DS Techeetah              | 1:18.042  | +0.191  | 1:17.535  | +0.046  | 2       |
| 3                           | 28 | António Félix da Costa | BMW i Andretti Motorsport | 1:17.950  | +0.099  | 1:17.626  | +0.137  | 6       |
| 4                           | 23 | Sébastien Buemi        | Nissan e.DAMS             | 1:17.906  | +0.055  | 1:17.738  | +0.249  | 3       |
| 5                           | 27 | Alexander Sims         | BMW i Andretti Motorsport | 1:17.935  | +0.084  | 1:18.400  | +0.911  | 4       |
| 6                           | 20 | Mitch Evans            | Panasonic Jaguar Racing   | 1:18.106  | +0.255  | 1:29.379  | +11.890 | 5       |
| 7                           | 94 | Pascal Wehrlein        | Mahindra Racing           | 1:18.126  | +0.275  |           |         | 7       |
| 8                           | 4  | Robin Frijns           | Envision Virgin Racing    | 1:18.200  | +0.349  |           |         | 8       |
| 9                           | 3  | Nelson Piquet Jr.      | Panasonic Jaguar Racing   | 1:18.347  | +0.496  |           |         | 9       |
| 10                          | 64 | Jérôme d'Ambrosio      | Mahindra Racing           | 1:18.440  | +0.589  |           |         | 10      |
| 11                          | 11 | Lucas Di Grassi        | Audi Sport ABT Schaeffler | 1:18.595  | +0.744  |           |         | 11      |
| 12                          | 22 | Oliver Rowland         | Nissan e.DAMS             | 1:18.604  | +0.753  |           |         | 12      |
| 13                          | 7  | José María López       | Dragon Racing             | 1:18.612  | +0.761  |           |         | 13      |
| 14                          | 16 | Oliver Turvey          | NIO Formula E Team        | 1:18.624  | +0.773  |           |         | 14      |
| 15                          | 19 | Felipe Massa           | Venturi Formula E Team    | 1:18.780  | +0.929  |           |         | 15      |
| 16                          | 66 | Daniel Abt             | Audi Sport ABT Schaeffler | 1:18.921  | +1.070  |           |         | 16      |
| 17                          | 48 | Edoardo Mortara        | Venturi Formula E Team    | 1:19.133  | +1.282  |           |         | 17      |
| 18                          | 8  | Tom Dillmann           | NIO Formula E Team        | 1:19.338  | +1.487  |           |         | 18      |
| 19                          | 17 | Gary Paffett           | HWA Racelab               | 1:19.516  | +1.665  |           |         | 19      |
| 20                          | 36 | André Lotterer         | DS Techeetah              | 1:19.633  | +1.782  |           |         | 20      |
| 21                          | 6  | Maximilian Günther     | Dragon Racing             | 1:23.332  | +5.481  |           |         | 21      |
| Tempo limite 110%: 1:26,006 |    |                        |                           |           |         |           |         |         |
| NC                          | 5  | Stoffel Vandoorne      | HWA Racelab               | 1:33.404  | +15.553 |           |         | 22      |
| Fonte:                      |    |                        |                           |           |         |           |         |         |

### Gara
| Pos.   | N. | Pilota                 | Squadra                   | Giri | Tempo/Ritiro       | Griglia | Punti |
| ------ | -- | ---------------------- | ------------------------- | ---- | ------------------ | ------- | ----- |
| 1      | 64 | Jérôme d'Ambrosio      | Mahindra Racing           | 31   | 46:45.884          | 10      | 25    |
| 2      | 4  | Robin Frijns           | Envision Virgin Racing    | 31   | +0.143             | 8       | 18    |
| 3      | 2  | Sam Bird               | Envision Virgin Racing    | 31   | +0.461             | 1       | 18    |
| 4      | 27 | Alexander Sims         | BMW i Andretti Motorsport | 31   | +0.740             | 5       | 12    |
| 5      | 25 | Jean-Éric Vergne       | DS Techeetah              | 31   | +1.232             | 2       | 10    |
| 6      | 36 | André Lotterer         | DS Techeetah              | 31   | +1.457             | 20      | 8     |
| 7      | 11 | Lucas Di Grassi        | Audi Sport ABT Schaeffler | 31   | +1.633             | 11      | 7     |
| 8      | 23 | Sébastien Buemi        | Nissan e.DAMS             | 31   | +2.455             | 4       | 4     |
| 9      | 20 | Mitch Evans            | Panasonic Jaguar Racing   | 31   | +2.980             | 6       | 2     |
| 10     | 66 | Daniel Abt             | Audi Sport ABT Schaeffler | 31   | +4.014             | 16      | 1     |
| 11     | 7  | José María López       | GEOX Dragon               | 31   | +4.528             | 13      |       |
| 12     | 6  | Maximilian Günther     | GEOX Dragon               | 31   | +6.034             | 21      |       |
| 13     | 48 | Edoardo Mortara        | Venturi Formula E Team    | 31   | +6.790             | 17      |       |
| 14     | 3  | Nelson Piquet Jr.      | Panasonic Jaguar Racing   | 31   | +6.833             | 9       |       |
| 15     | 22 | Oliver Rowland         | Nissan e.DAMS             | 31   | +7.529             | 12      |       |
| 16     | 16 | Oliver Turvey          | NIO Formula E Team        | 31   | +9.241             | 14      |       |
| 17     | 8  | Tom Dillmann           | NIO Formula E Team        | 31   | +9.665             | 18      |       |
| 18     | 19 | Felipe Massa           | Venturi Formula E Team    | 31   | +10.250            | 15      |       |
| Rit    | 28 | António Félix da Costa | BMW i Andretti Motorsport | 25   | Incidente          | 3       |       |
| Rit    | 17 | Gary Paffett           | HWA Racelab               | 3    | Foratura/Incidente | 19      |       |
| Rit    | 94 | Pascal Wehrlein        | Mahindra Racing           | 1    | Incidente          | 7       |       |
| Rit    | 5  | Stoffel Vandoorne      | HWA Racelab               | 1    | Incidente          | 22      |       |
| Fonte: |    |                        |                           |      |                    |         |       |

## Classifiche
Classifica Piloti
| +/– | Pos | Pilota                 | Punti    |
| --- | --- | ---------------------- | -------- |
| 2   | 1   | Jérôme d'Ambrosio      | 40       |
| 1   | 2   | António Félix da Costa | 28 (-12) |
| 1   | 3   | Jean-Éric Vergne       | 28 (-12) |
| 1   | 4   | André Lotterer         | 19 (–21) |
| 7   | 5   | Robin Frijns           | 18 (–22) |

Classifica Squadre
| +/– | Pos | Squadra                     | Punti    |
| --- | --- | --------------------------- | -------- |
|     | 1   | DS Techeetah Formula E Team | 47       |
| 1   | 2   | Mahindra Racing             | 40 (–7)  |
| 1   | 3   | BMW i Andretti Motorsport   | 40 (–7)  |
| 3   | 4   | Envision Virgin Racing      | 36 (–11) |
| 1   | 5   | Nissan e.dams               | 18 (–29) |

## Altre gare
- E-Prix di Marrakech 2018
- E-Prix di Marrakech 2020
- E-Prix di Dirʿiyya 2018
- E-Prix di Santiago 2019